# Широких Іван Йосипович
Іван Йосипович Широких (11 (23) липня 1868, Нейво-Шайтанський завод, Пермська губернія, Російська імперія - 29 грудня 1943, Москва, СРСР) — вчений у галузі зоотехнії. 
Магістр сільського господарства.
З 1897 професор приватної зоотехнії Новоолександрійського інституту сільського господарства і лісівництва (в Пулавах у Польщі), також завідувач Кінськовольського маєтку. Володів французькою мовою, тимчасово викладав її студентам інституту.
У 1914 інститут евакуйований до Харкова. У 1921—1931 професор Харківського сільськогосподарського інституту. У 1931-1935 працював у Всесоюзному науково-дослідному інституті конярства. Автор праць з питань тваринництва.